# Martin van den Hove
Martin (Maarten) van den Hove, latinizado como Martinus Hortensius (Ortensius) (1605 – 7 de agosto de 1639), fue un astrónomo y matemático holandés. Su nombre latino adoptado es una traducción del holandés, en el que hove o hof significa "jardín"; horta en latín.

## Primeros años
Van den Hove nació en Delft. Estudió en la Universidad de Leiden, siendo alumno de Snellius y de Isaac Beeckman ente 1625 y 1627. Posteriormente fue instruido de nuevo por Snellius de 1628 a 1630 en Leiden y en Gante.

## Van den Hove y Philippe van Lansberge
En 1628, comenzó a estudiar con Philippe van Lansberge de profesor, a quien fue presentado por Beeckman. Van den Hove se convirtió en un seguidor entusiasta de Landsberge, por entonces ya un hombre viejo, y le ayudó a completar su proyecto para "restaurar la astronomía" (es decir, realizar nuevas observaciones sistemáticas para reemplazar datos antiguos e insuficientes). Landsberge dio las gracias públicamente a van den Hove, considerándose afortunado, ya que "por providencia divina, en mi vejez, agobiado por la enfermedad, vino en mi auxilio un ayudante tan grande, como anteriormente lo fue Rheticus para el gran Copérnico."
En 1632, en Copenhague (Hafnia en latín) y más tarde reimpreso en Londres en 1696, Petrus Bartholin publicó "Apología pro observationibus, et hypothesibus...Tycho Brahe...Contra...Martini Hortensii Delfensis criminationes et calumnies, quas in praefationem commentationum praeceptoris sui Philippi Lansbergii Middelburgensis, de motu terrae diurno et annuo etc. cosarcinnavit" (Defensa de las Observaciones Astronómicas y Tesis de Tycho Brahe contra las acusaciones y reclamaciones falsas de Martinus Hortensius de Delft, que aparecen en su prefacio del comentario obra de su maestro Philip van Landsberge, quien escribió sobre el movimiento diario y anual de la tierra). En el prefacio a su traducción latina de un trabajo de Landsbergen, van den Hove había atacado muchas de las tesis de Tycho Brahe. Esta obra era el "Commentationes in motum terrae diurnum, & annuum" (Middelburg, 1630). La primera edición latina del tratado ilustrado de Landsberge, el "Commentationes" mostraba la posibilidad del movimiento de la Tierra según la teoría Copernicana. Van den Hove consideró a Landsberge, no a Tycho Brahe, como el verdadero restaurador de la astronomía. "Solo Landsberge tuvo todas las observaciones antiguas en estima", escribió van den Hove, "mientras que Tycho, Longomontanus, y Kepler tendieron a desatenderlas".

## Carrera como profesor
Gracias al empeño de Gérard Vossius y de Caspar Barlaeus, van den Hove comenzó a impartir clases de ciencias matemáticas en el Atheneum de Ámsterdam (Athenaeum Illustre) en 1634. El Athenaeum Illustre, fundado en el siglo XIV, tenía su sede en la Agnietenkapel, y es generalmente considerado como el predecesor de la Universidad de Ámsterdam. Para asumir sus nuevos deberes, van den Hove preparó un discurso inaugural, más tarde publicado como "De dignitate et utilitate Matheseos" (Sobre la dignidad y la utilidad de las ciencias matemáticas). 
Van den Hove también fue profesor de óptica en Ámsterdam (1635), y de navegación marítima (1637). En 1638, fue nombrado miembro de la comisión que negoció con Galileo sobre la determinación de la longitud geográfica por el método de las lunas de Júpiter.

## Trabajo y legado
Van den Hove desarrolló un método para medir los diámetros de los planetas basado en el ángulo visual medido con su telescopio. Fue probablemente el primer conjunto independiente de medidas de las dimensiones aparentes de los planetas y las estrellas fijas desde el trabajo de Hiparco en su Sobre Medidas y Distancias realizado unos diecisiete siglos antes. Van den Hove mantuvo correspondencia con René Descartes, Marin Mersenne, Pierre Gassendi, Christiaan Huygens, y Galileo Galilei. Fue nombrado profesor titular "en teoría Copernicana" en 1635 y profesor en la Universidad de Leiden en 1639, muriendo allí poco después.

## Trabajos
- (en inglés) The Galileo Project: Martinus Hortensius
- (en inglés) Rienk Vermij, The Calvinist Copernicans Archivado el 2 de septiembre de 2006 en Wayback Machine.
- (en inglés) Abstract Volker Remmert
- (en inglés) Volker R. Remmert, What Do You Need a Mathematician For? Martinus Hortensius’s “Speech on the Dignity and Utility of the Mathematical Sciences” (Amsterdam 1634), in: The Mathematical Intelligencer 26:4 (2004), 40-47
- (en inglés) Annette Imhausen/Volker R. Remmert: The Oration on the Dignity and the Usefulness of the Mathematical Sciences of Martinus Hortensius (Amsterdam, 1634): Text, Translation and Commentary, in: History of Universities 21 (2006), 71-150

## Eponimia
- El cráter lunar Hortensius lleva este nombre en su memoria.